# Beurré Alexander Lucas

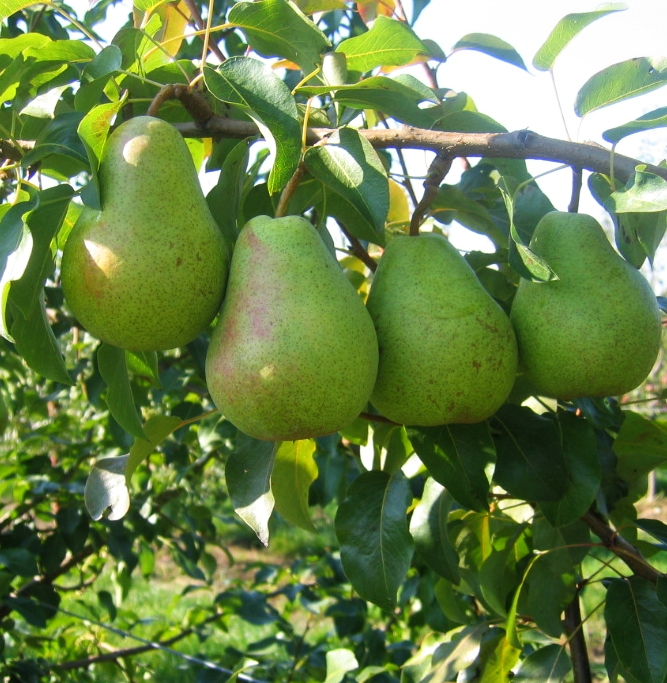

Beurré Alexander Lucas is een grote handpeer, die evenals Conference en Doyenné du Comice een bewaarpeer is. Het vruchtvlees is wat grof, tamelijk sappig en matig zoet. Deze peer kan alleen in een moderne koeling tot eind februari bewaard worden. Het ras is in verschillende landen populair, maar (nog) niet in Nederland bij het grote publiek. 
Beurré Alexander Lucas is een toevalszaailing gevonden omstreeks 1870 door A. Lucas te Blois in Frankrijk en in 1874 in de handel gebracht door Transon Frères te Orléans. Het ras is moeilijk verenigbaar met de kweeonderstam maar ook een tussenstam van Doyenné du Comice kan problemen opleveren.
Het ras heeft een matige groei en vormt een tamelijk brede kroon met hangende takken. Het ras bloeit vroeg, waardoor er een kans is op nachtvorstschade. Wel kunnen er parthenocarpe vruchten gevormd worden. Het stuifmeel is triploïde, waardoor het ras zichzelf niet kan bestuiven, maar ook ongeschikt is als bestuiver voor andere rassen. Beurré Alexandre Lucas kan bestoven worden door o.a. Conference en Doyenné du Comice.
De pluk valt vanaf begin tot half oktober.

## Ziekten en beschadigingen
Beurré Alexander Lucas is vatbaar voor tak- en bloesemsterfte (Pseudomonas syringae), weinig vatbaar voor loodglans (Chondrostereum purpureum), takschurft en schurft op het blad (Venturia pirina) en bacterievuur (Erwinia amylovora). De boom heeft op kalkrijke gronden last van chlorose.